# Дж. Д. Евермор
Джон Деніел Евермор (англ. John Daniel Evermore; нар. 5 листопада 1968, Ґрінвілл, округ Вашингтон, Міссісіпі, США) — американський актор, продюсер, режисер та сценарист. 

## Життєпис
Дж.Д. Евермор народився 5 листопада 1968 року в сім'ї з ірландським, французьким, німецьким та індіанським корінням. Батьки майбутнього актора займалися творчістю: мати була власницею нічного клубу, в якому проходили концерти рок-музикантів, батько був винахідником та художником. Після школи Джон вступив до коледжу, але, не закінчивши його, пішов у армію. Прослужив 1,5 року в морській піхоті США в Каліфорнії. Після армії повернувся до сім'ї, працював близько року різноробом, відтак вирішив стати актором і вступив на театральний факультет Університету Південного Міссісіпі. 
Перший великий успіх прийшов до Джона Евермора у 2001 році після ролі Еріка у серіалі «CSI: Місце злочину». Наступною гучної роботою став серіал «Ходячі мерці». У 2012 році Джон знявся в Квентіна Тарантіно у вестерні «Джанґо вільний». У 2018 році він виконав одну з головних ролей у фантастичному серіалі «Плащ та Кинджал».
Евермор брав участь у написанні сценарію та був режисером фільму «Glorious Mail» (2005). Також був продюсером фільмів: «Glorious Mail» (2005), «Single and Dealing with It» (2003).

## Фільмографія

### Фільми
| Рік  |   | Українська назва                | Оригінальна назва                              | Роль                 |
| ---- | - | ------------------------------- | ---------------------------------------------- | -------------------- |
| 1998 | ф |                                 | Stomping Grounds                               | Спайк                |
| 2000 | ф | Там, де серце                   | Where the Heart Is                             | помічник у лікарні   |
| 2002 | ф |                                 | The Rookie                                     | рельєфний пітчер №1  |
| 2003 | ф |                                 | Rolling Kansas                                 | сердитий мотоцикліст |
| 2005 | ф | Переступити межу                | Walk the Line                                  | аґент ФБР            |
| 2006 | ф | Рятівник                        | The Guardian                                   | Джайлер              |
| 2007 | ф |                                 | The Great Debaters                             | капітан Вейнрайт     |
| 2008 | ф | Війна з примусу                 | Stop-Loss                                      | Рейні                |
| 2009 | ф | Я кохаю тебе, Філліпе Моріс     | I Love You Phillip Morris                      | охоронець            |
| 2009 | ф | Поганий лейтенант               | The Bad Lieutenant: Port of Call - New Orleans | Рік Фіцсаймон        |
| 2010 | ф | Джона Гекс                      | Jonah Hex                                      | Террі Джей           |
| 2011 | ф | Механік                         | The Mechanic                                   | Ґан Руннер           |
| 2011 | ф | Близнюки-вбивці                 | Seconds Apart                                  | CSI Tech             |
| 2011 | ф | Виверження в Маямі              | Miami Magma                                    | доктор Бред Тернер   |
| 2011 | ф | 51                              | AfterDark: 51                                  | Сміт                 |
| 2011 | ф | Голодний кролик атакує          | Seeking Justice                                | людина в ліфті       |
| 2012 | ф | Транзит                         | Transit                                        | сержант Дусетт       |
| 2012 | ф | Газетяр                         | The Paperboy                                   | Гейт                 |
| 2012 | ф | Брудна кампанія за чесні вибори | The Campaign                                   | державний службовець |
| 2012 | ф | Бейтаун поза законом            | The Baytown Outlaws                            | Бойд                 |
| 2012 | ф | Медальйон                       | Stolen                                         | Руккі                |
| 2012 | ф | Джанґо вільний                  | Django Unchained                               | О.Б.                 |
| 2013 | ф | Гниле місто                     | Broken City                                    | працівник Сема       |
| 2013 | ф | Прекрасні створіння             | Beautiful Creatures                            | Мітчелл Вейт         |
| 2013 | ф | Господиня                       | The Host                                       | Тревор Стрідер       |
| 2013 | ф | 12 років рабства                | 12 Years a Slave                               | Чапін                |
| 2013 | ф | Далласький клуб покупців        | Dallas Buyers Club                             | Клінт                |
| 2014 | ф | Світанок планети мавп           | Dawn of the Planet of the Apes                 | снайпер              |
| 2014 | ф | Дика                            | Wild                                           | Клінт                |
| 2014 | ф | 99 будинків                     | 99 Homes                                       | містер Таннер        |
| 2015 | ф | МеґґІ                           | Maggie                                         | Голт                 |
| 2015 | ф | Трамбо                          | Trumbo                                         | гвардієць            |
| 2016 | ф | Глибоководний горизонт          | Deepwater Horizon                              | Дьюї А. Реветт       |
| 2016 | ф | Закон ночі                      | Live by Night                                  | Вірджил Біорґард     |
| 2018 | ф | Нація убивць                    | Assassination Nation                           | Паттерсон            |
| 2018 | ф | Перша людина                    | First Man                                      | Кріс Крафт           |
| 2019 | ф |                                 | To the Stars                                   | Лен Маккой           |
| 2020 | ф |                                 | Quiet In My Town                               | шериф Джек Холден    |
| 2021 | ф | Палмер                          | Palmer                                         | директор Forbes      |
| 2022 | ф |                                 | Breakwater                                     | Лютер                |
| 2024 | ф |                                 | Snack Shack                                    | Білл Воркман         |

### Телебачення
| Рік       |   | Українська назва                        | Оригінальна назва                 | Роль                                                  |
| --------- | - | --------------------------------------- | --------------------------------- | ----------------------------------------------------- |
| 1996      | с |                                         | The Big Easy                      | Валентайн (Епізод: "Hotshots")                        |
| 1998      | с | Вокер, техаський рейнджер               | Walker, Texas Ranger              | Кайл Фінлі / Монті Вол (2 епізоди)                    |
| 2001      | с | CSI: Місце злочину                      | CSI: Crime Scene Investigation    | Ерік (Епізод: "Boom")                                 |
| 2002      | с | Дні нашого життя                        | Days of Our Lives                 | лаборант (Епізод: "#1.9262")                          |
| 2006      | с | Втеча з в'язниці                        | Prison Break                      | Вуді (2 епізоди)                                      |
| 2010—2013 | с |                                         | Treme                             | детектив Томас Сілбі (6 епізодів)                     |
| 2013      | с | Банші                                   | Banshee                           | Кол Муді (Епізод: "Pilot")                            |
| 2013—2016 | с | Помилки минулого                        | Rectify                           | шериф Карл Даґґетт (26 епізодів)                      |
| 2014      | с | Справжній детектив                      | True Detective                    | детектив Лутц (6 епізодів)                            |
| 2014      | с | Ходячі мерці                            | The Walking Dead                  | Гарлі (4 епізоди)                                     |
| 2014      | с | Салем                                   | Salem                             | преподобний Льюїс (Епізод: "The Vow")                 |
| 2015      | с | Американська історія жаху: Шоу виродків | American Horror Story: Freak Show | Рейкс (Епізод: "Magical Thinking")                    |
| 2015      | с | Костянтин                               | Constantine                       | The Man (Епізод: "Waiting for the Man")               |
| 2017      | с | Син                                     | The Son                           | Баффало Гантер (Епізод: "The Buffalo Hunter")         |
| 2018—2019 | с | Плащ і Кинджал                          | Cloak and Dagger                  | детектив Джеймс Коннорс (14 епізодів)                 |
| 2019      | с | Судна ніч                               | The Purge                         | Сайлас Баркер (2 епізоди)                             |
| 2021      | с |                                         | Queen Sugar                       | лейтенант Беккер (Епізод: "Or Maybe Just Stay There") |
| 2022      | с |                                         | Five Days at Memorial             | Марк Леблан (5 епізодів)                              |